# Renato Giovannoli
Renato Giovannoli (Cervia, 1956) è uno scrittore italiano, vincitore del Premio Battello a Vapore per la letteratura dell'infanzia.

## Biografia
Allievo di Umberto Eco, ha pubblicato romanzi per ragazzi e saggi. A lungo responsabile di alcuni programmi culturali della Radio Svizzera Italiana, scrive su quotidiani e periodici. È autore di numerosi libri di critica letteraria, che riguarda vari argomenti, fra cui I promessi sposi, la fantascienza, Ludwig Wittgenstein e Jorge Luis Borges.

## Opere
- La scienza della fantascienza, L'espresso – Bompiani, 1982, con introduzione di Umberto Eco (ora in una terza edizione, ampliata e riveduta, Milano, Bompiani, 2015).
- Hic sunt leones. Viaggi straordinari e geografia fantastica (con Omar Calabrese e Isabella Pezzini), Milano, Electa, 1983
- Saggi sul nome della rosa (a c. di R. Giovannoli), Milano, Bompiani, 1985.
- I predoni del Santo Graal, Casale Monferrato, Piemme, 1995.
- Il mistero dell'isola del drago, Casale Monferrato, Piemme, 1998.
- Quando eravamo cavalieri della tavola rotonda, Casale Monferrato, Piemme, 1998.
- Elementare, Wittgenstein!, Milano, Medusa, 2007, con introduzione di Umberto Eco.
- Il vampiro innominato. Il caso Manzoni-Dracula e altri casi di vampirismo letterario, Milano, Medusa, 2008.
- C'è un topo in un toponimo (che fa gli equilibrismi), Alla chiara fonte, 2010.
- Jolly Roger, Le bandiere dei pirati, Milano, Medusa, 2011.
- Fiabe del tempo futuro in stile Novecento di Antonio Rubino (a c. di R. Giovanoli), Viterbo, Stampa Alternativa – Nuovi equilibri, 2012.
- Come costruire la biblioteca di Babele, Milano, Medusa, 2015.
- La farfalla e il leviatano. Indagini filosofiche su Lewis Carroll, Milano, Medusa, 2017.
- La bibbia di Bob Dylan, vol. I, Milano, Àncora, 2017.
- La bibbia di Bob Dylan, vol. II, Milano, Àncora, 2017.
- La bibbia di Bob Dylan, vol. III, Milano, Àncora, 2018.
- I vortici di Van Gogh,, Milano, MC, 2021.